# Geschiedenis van het Latijnse schrift

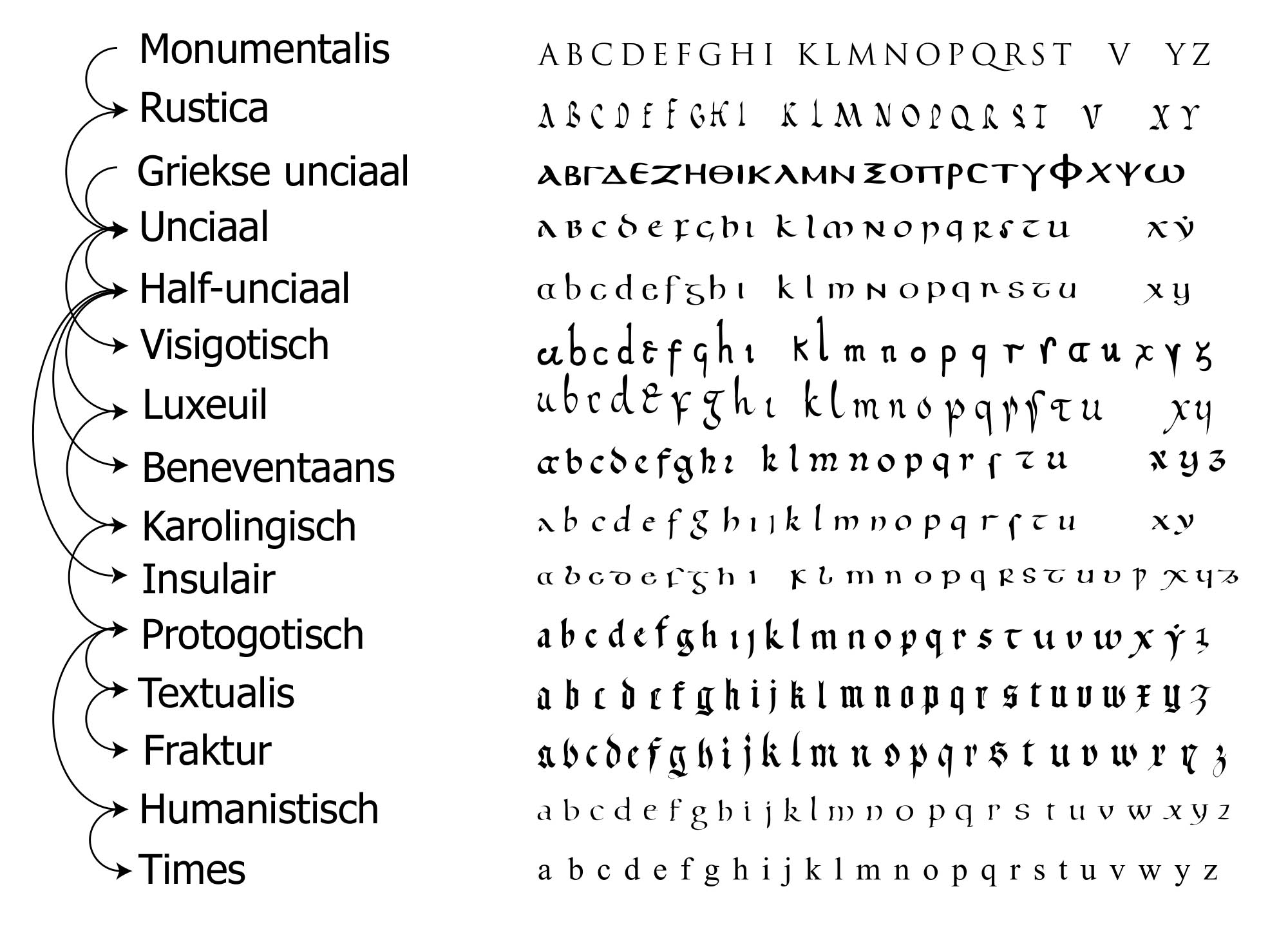
De evolutie van het schrift

De geschiedenis van het Latijnse schrift is de geschiedenis van het schrift dat in het antieke Rome ontstond, dat in de loop van de middeleeuwen in allerlei varianten gebruikt werd en dat door de humanisten in de vormen werd gegoten die nog steeds in gebruik zijn. Alle romaanse en germaanse talen gebruiken het en een deel van de slavische en van de Fins-Oegrische; veel andere talen hebben dit schrift geadopteerd.

## Overzicht
De geschiedenis van ons moderne schrift is ruwweg in te delen als volgt:
- antieke tijd of klassieke oudheid (ca. 700 v.Chr. tot 476 n.Chr)
met de diverse vormen van het Latijnse alfabet
- middeleeuwen (ca. 500 – ca. 1500)
Prekarolingische schriften
Karolingisch schrift
Gotische schriften
- postmiddeleeuws (ca. 1500 – heden)
humanistisch schrift
daarop gebaseerde moderne schriften

## Terminologie
De termen om verschillende schrift- en lettervormen aan te duiden worden bij verschillende auteurs net iets anders ingevuld. De termen zijn veelal jonger dan de schriftvorm zelf: kapitaal wordt bijvoorbeeld gebruikt voor Latijnse letters van ver vóór het gebruik om aan de kop (caput) van een zin of een tekst een andere lettervorm te gebruiken dan in de rest van de tekst. Hetzelfde geldt voor de in de paleografie gebruikelijke termen majuskel en minuskel voor grote en kleine letters, alsmede voor de typografische term onderkast voor kleine letter.

## Klassieke oudheid
Het Latijnse alfabet is via het Etruskische en Griekse alfabet afgeleid van het Fenicische alfabet en het telde in de tijd van Cicero 21 letters. Het ontstond omstreeks 600 v.Chr. De oudste Latijnse tekst die men tot nu heeft teruggevonden is een inscriptie op de Fibula praenestina (7e eeuw v.Chr. – lang als vervalsing beschouwd). Iets minder oud zijn de Duenos-inscriptie en de inscriptie op de Lapis niger, die waarschijnlijk uit de 6e eeuw v.Chr. stammen.
Het schrift dat door de Romeinen aanvankelijk gebruikt werd als boekschrift en voor formele documenten was de capitalis rustica. Voor de keizerlijke inscripties op gebouwen en monumenten werd de capitalis monumentalis gebruikt, die wat het boekschrift betreft een variant had die we de capitalis quadrata noemen. Er zijn slechts enkele handschriften in dit schrift bewaard gebleven. Voor brieven, handelsdocumenten en niet formele stukken gebruikten de Romeinen een cursiefschrift, de capitalis cursiva en bij cursief moet men hier in de eerste plaats denken aan snel, lopend, niet aan schuine lettertypes zoals in het moderne cursiefschrift.
Als tussen de 2e en de 4e eeuw het perkament geleidelijk de papyrus gaat vervangen en de codex in de plaats komt van de boekrol komen de unciaal en de half-unciaal meer en meer in gebruik. De unciaal wordt het standaard boekschrift voor de christelijke literatuur maar zal ook in de wereldlijke boeken de capitalis rustica verdringen. De unciaal en half-unciaal kwamen voort uit de minuskelcursief.
Samenvattend onderscheiden we dus de volgende types van Latijns alfabet (zie het detail artikel voor meer informatie):
- Capitalis monumentalis: een majuskelschrift dat gebruikt werd om inscripties te maken op monumenten.
- Capitalis rustica: het meest gebruikte boekschrift.
- Capitalis quadrata: het formele, plechtige boekschrift.
- Capitalis cursiva: het schrift voor dagelijks gebruik in de handel, brieven etc., niet gebruikt als boekschrift.
- Minuskelcursief: een minuskelschrift dat zich ontwikkelt uit de capitalis cursiva, niet gebruikt als boekschrift.
- Unciaal: een meer afgerond kapitaalschrift ontstaan in de antieke tijd, voornamelijk gebruikt als boekschrift voor kerkelijke werken.
- Half-unciaal: een aanzet tot een minuskelschrift dat ook voornamelijk gebruikt zal worden als boekschrift voor kerkelijke werken.

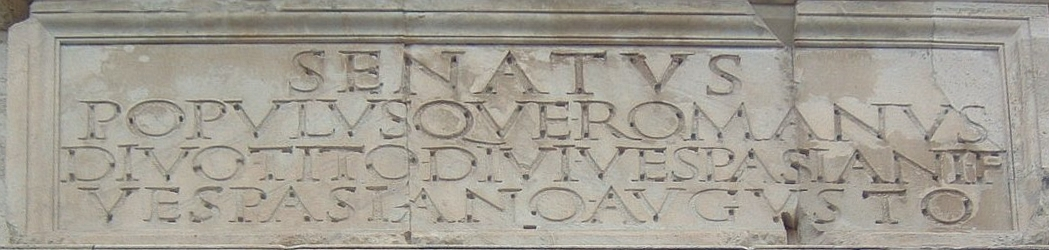
Een inscriptie in capitalis monumentalis op de triomfboog van Titus, Rome
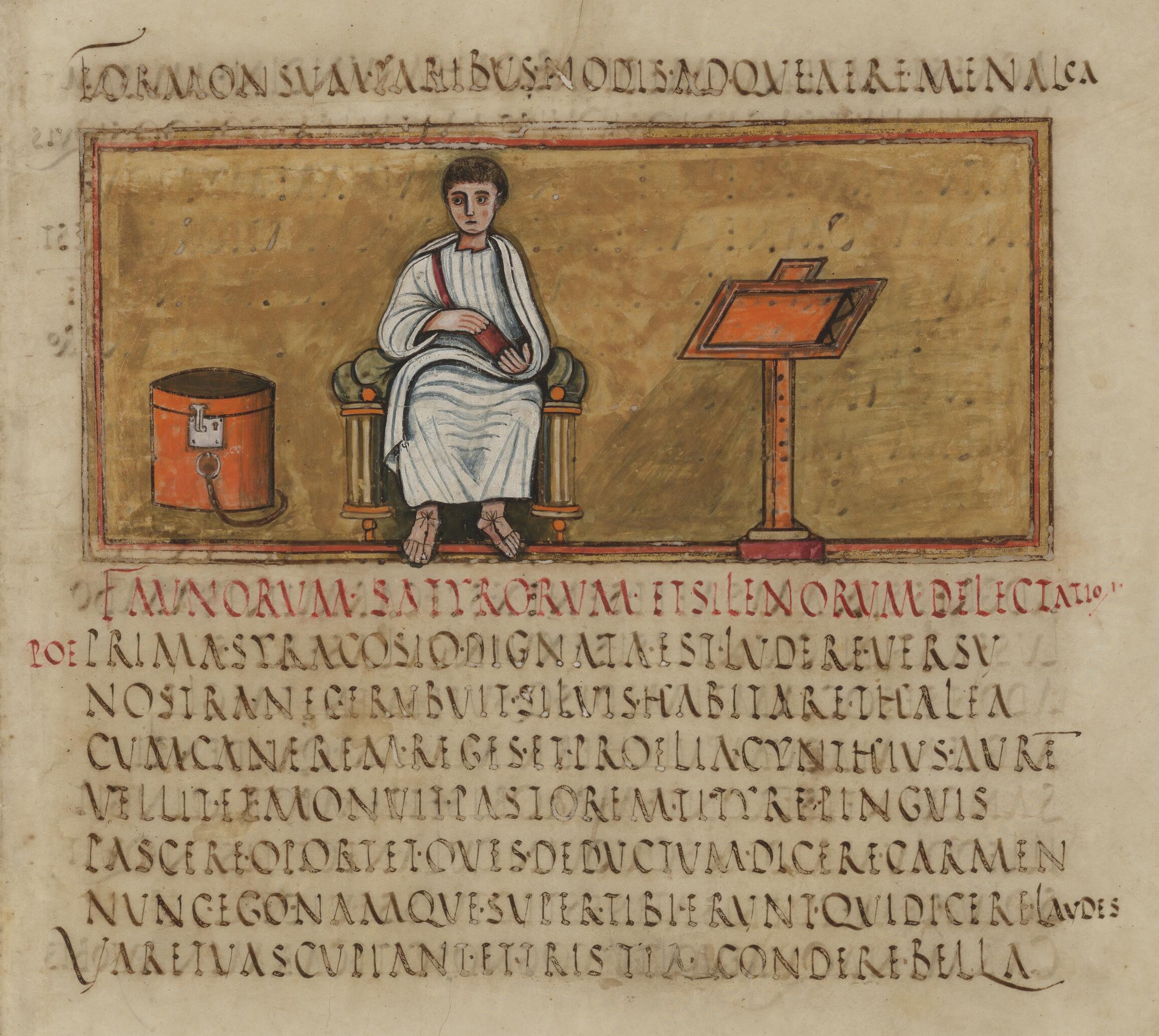
Rustica in de Vergilius Romanus, fol. 14r
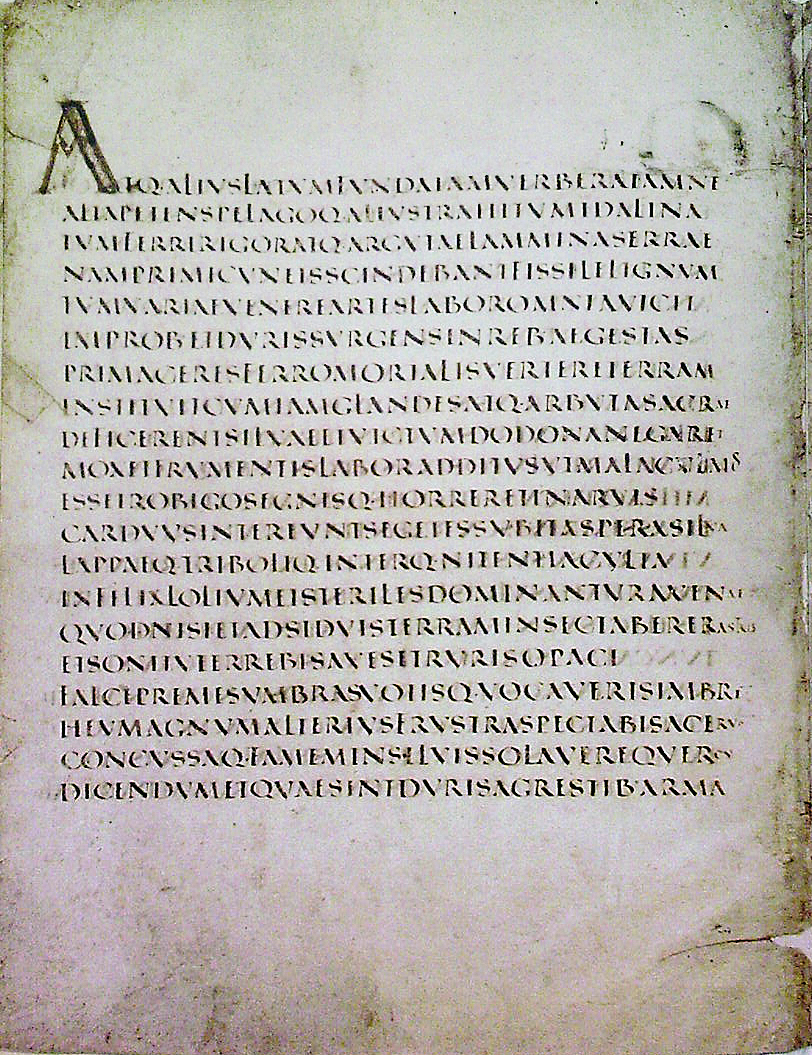
Bladzijde uit de Vergilius Augusteus geschreven in capitalis quadrata.
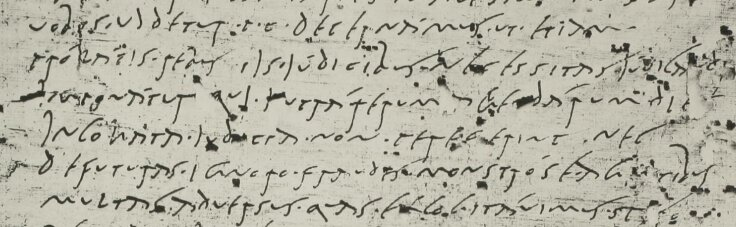
Capitalis cursiva: Uittreksel uit redevoeringen in de Romeinse senaat, Papyrusfragment, 1e eeuw n. Chr.
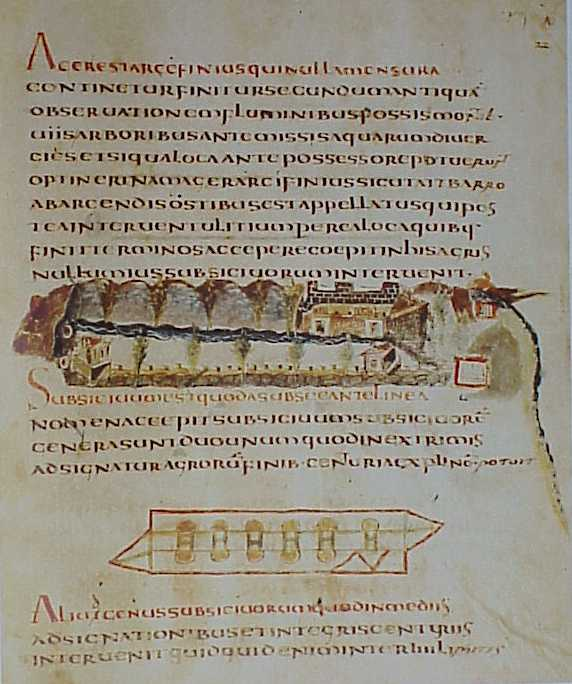
Tekst uit een handschrift uit de 5e à 6e eeuw, in unciaal (Wolfenbüttel, Herzog August Bibliothek, Cod. Guelff. 36.23 Augusteus 2)
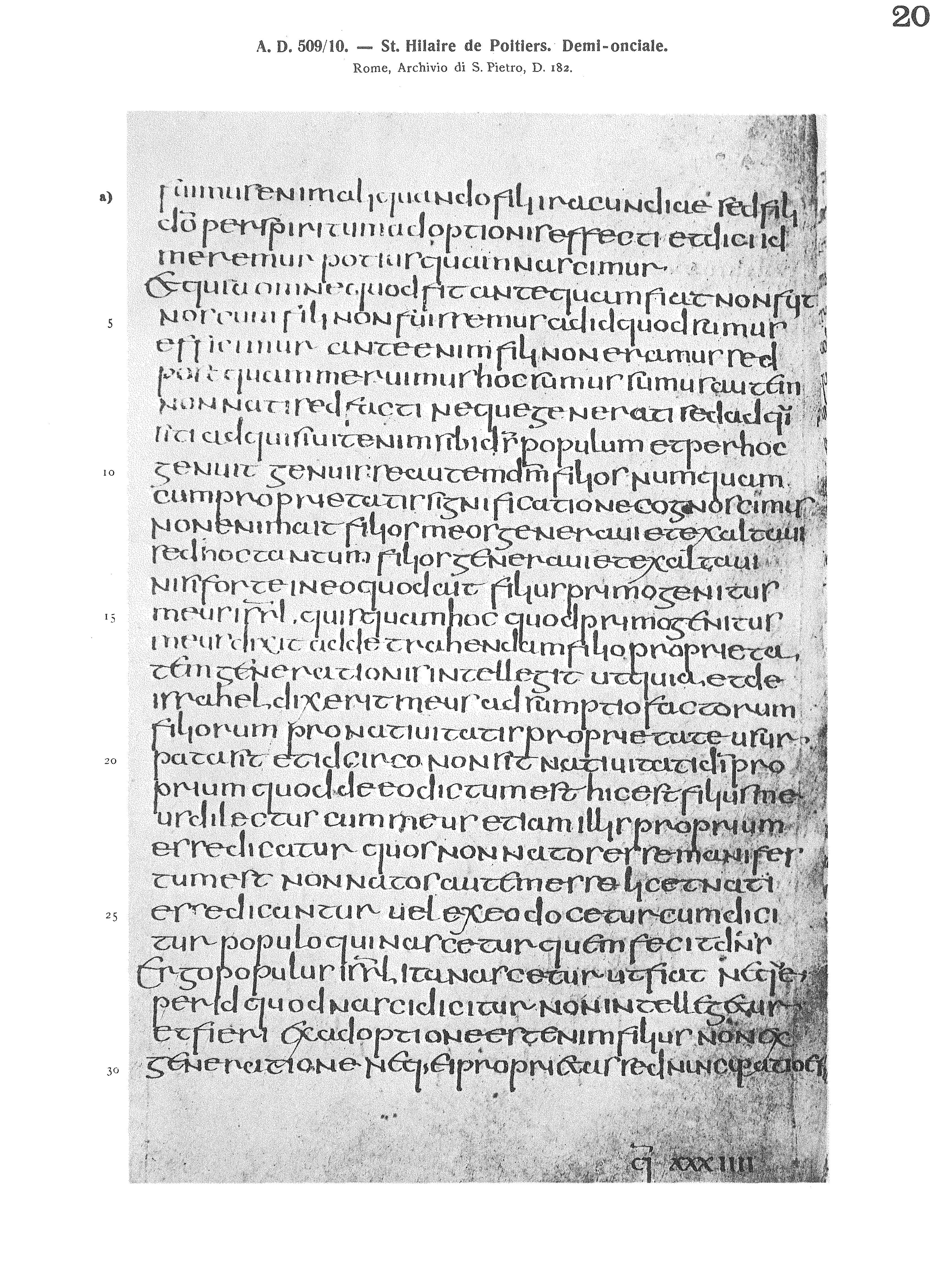
Bladzijde geschreven in half-unciaal uit de Hilarius-Codex

## Middeleeuwen

### De pre-Karolingische schriften
Zolang het Romeinse rijk centraal vanuit Rome bestuurd werd, bleef de taal en het schrift standaard in het hele rijk, maar met de grote volksverhuizingen en de invallen van de Germanen in het West-Romeinse Rijk, ging de eenheid verloren. Het schrift dat de invallers hadden overgenomen van de Romeinen ging zich in de verschillende streken anders ontwikkelen en zo ontstonden verschillende zogenoemde nationale schriften. De minuskelcursief was de basis in Spanje, Frankrijk en Italië en zou zich ontwikkelen tot het Visigotisch, het Merovingisch en het Lombardische of Beneventaanse schrift. Binnen de nationale variëteiten van het schrift ontstonden dan nog regionale verschillen.
In Ierland baseerde men zich op de half-unciaal, waaruit zich het insulair schrift ontwikkelde dat later naar Engeland werd geëxporteerd en met de Ierse monniken terug naar het continent kwam.

#### Merovingische minuskel
De Merovingische minuskel werd ontwikkeld in het huidige Frankrijk onder de Merovingen. In de strikte zin is het Merovingisch schrift het schrift dat gebruikt werd in de Koninklijke kanselarij, maar in brede zin worden hier alle schriften mee bedoeld die tussen de 7e en de 9e eeuw in het Frankische rijk gangbaar waren. De belangrijkste centra voor het Merovingische schrift, waren de abdijen van Luxeuil, Laon, Corbie en Chelles.
Algemeen kan gesteld worden dat het een onregelmatig schrift is, slecht geproportioneerd en met zeer veel ligaturen. Het schrift ontwikkelde zich uit de minuskelcursief.

#### Visigotische minuskel
Het Visigotisch kreeg zijn naam omdat het ontstond in het Visigotische rijk, het wordt ook littera toletana of littera mozarabica genoemd. Het schrift ontstond uit het Romeinse minuskelcursief, maar ontleende ook elementen aan de unciaal en half-unciaal. Het resultaat was een zeer goed leesbaar schrift en wellicht het meest succesvolle nationale schrift. Het Visigotisch werd gebruikt als boekschrift en er zijn 281 handschriften in het Visigotisch overgebleven. Door het feit dat Spanje niet onder het bestuur van de Karolingers kwam, kon het schrift ook relatief lang standhouden. Het werd gebruikt tot op het einde van de twaalfde eeuw, om uiteindelijk toch ook door de Karolingische minuskel verdrongen te worden.

#### Beneventaanse minuskel
De Beneventaanse minuskel werd ook wel, ten onrechte, Lombardisch genoemd. De nederlaag van de Lombarden tegen Karel de Grote bracht Noord-Italië onder de invloed van het Merovingisch. De ontwikkeling van het Italiaanse nationale schrift ging door in het zuiden, met als voornaamste centrum de Abdij van Monte Cassino bij Napels. Ook de Beneventaanse minuskel ontwikkelde zich uit de minuskelcursief. De naam "Beneventaans" is afkomstig van het oude hertogdom Benevento.
De meeste manuscripten die zijn overgeleverd stammen uit Zuid- of Oost-Italië. Het Beneventaans bleef in gebruik tot in de 13e eeuw en werd uiteindelijk vervangen door het Gotisch.

#### Insulaire schriften
De verschillende insulaire schriftsoorten, zoals het Ierse schrift, de scriptura Scottica, de scriptura Saxonica, het Hiberno-Saksisch et cetera, worden gegroepeerd onder de naam Insulair van het Latijn insula, eiland. Na de bekering van Ierland door Sint Patricius in de 5e eeuw ontstaat er al snel een nationaal schrift. Dit is gebaseerd op de half-unciaal uit de manuscripten die door de Romeinse missionarissen waren meegebracht. De Ierse monniken ontwikkelden hun eigen stijl met Keltische invloeden. Het Insulaire schrift werd door de Ierse Sint Columba van Iona naar Schotland en Engeland gebracht. Sint Augustinus van Canterbury had de unciaal naar Engeland gebracht. Uit de vermenging van het Ierse insulaire schrift en de unciaal ontstond een insulaire hybride minuskel. In Engeland verdween het insulaire schrift met de invasie van de Normandiërs en werd het vervangen door de Karolingische minuskel. Het Ierse insulair bleef behouden tot in de 13e eeuw en wordt vandaag nog gebruikt voor teksten in het Gaelic.

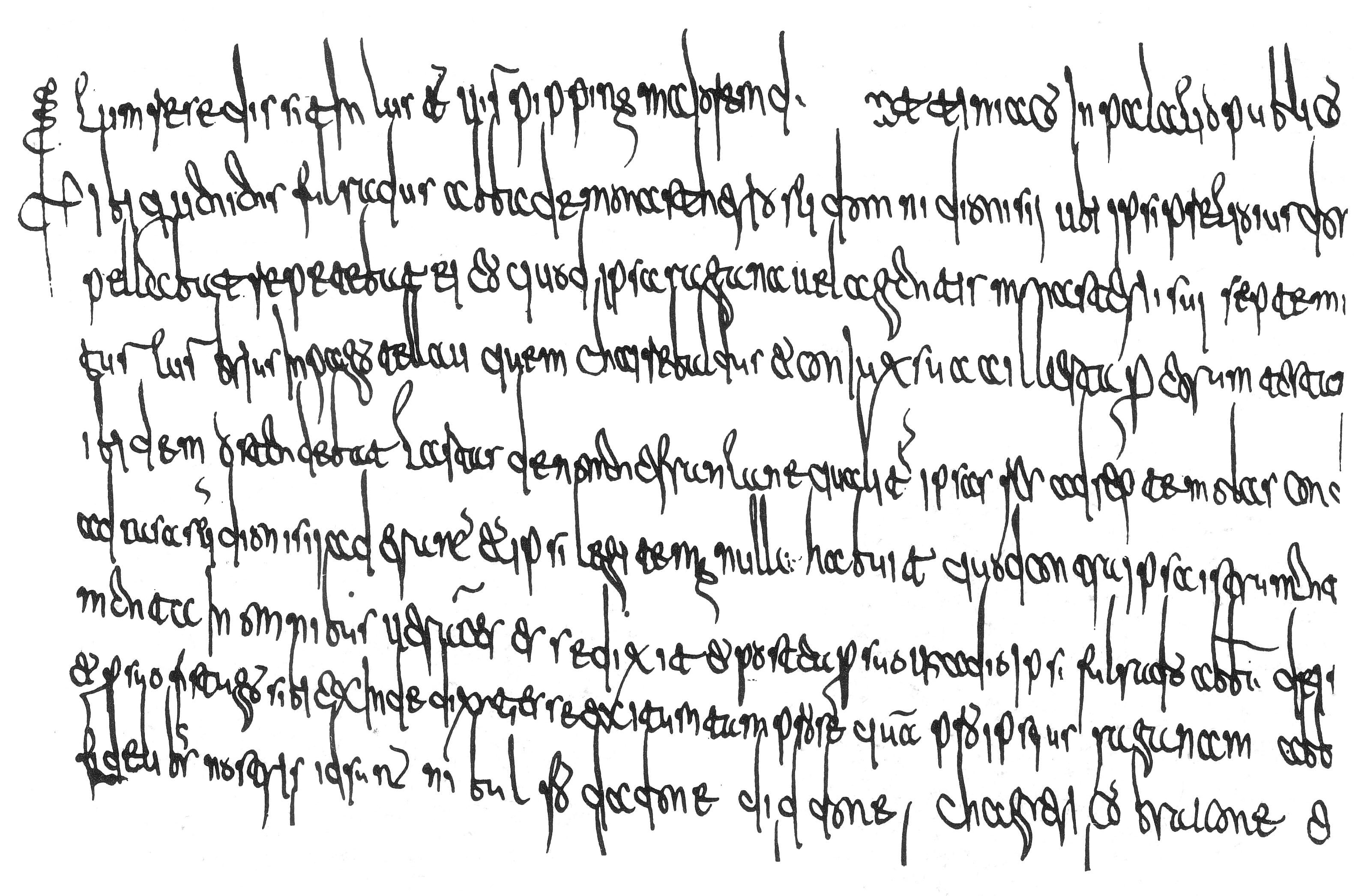
Merovingische minuskel, Akte uit de Merovingische kanselarij, 25 juni 750
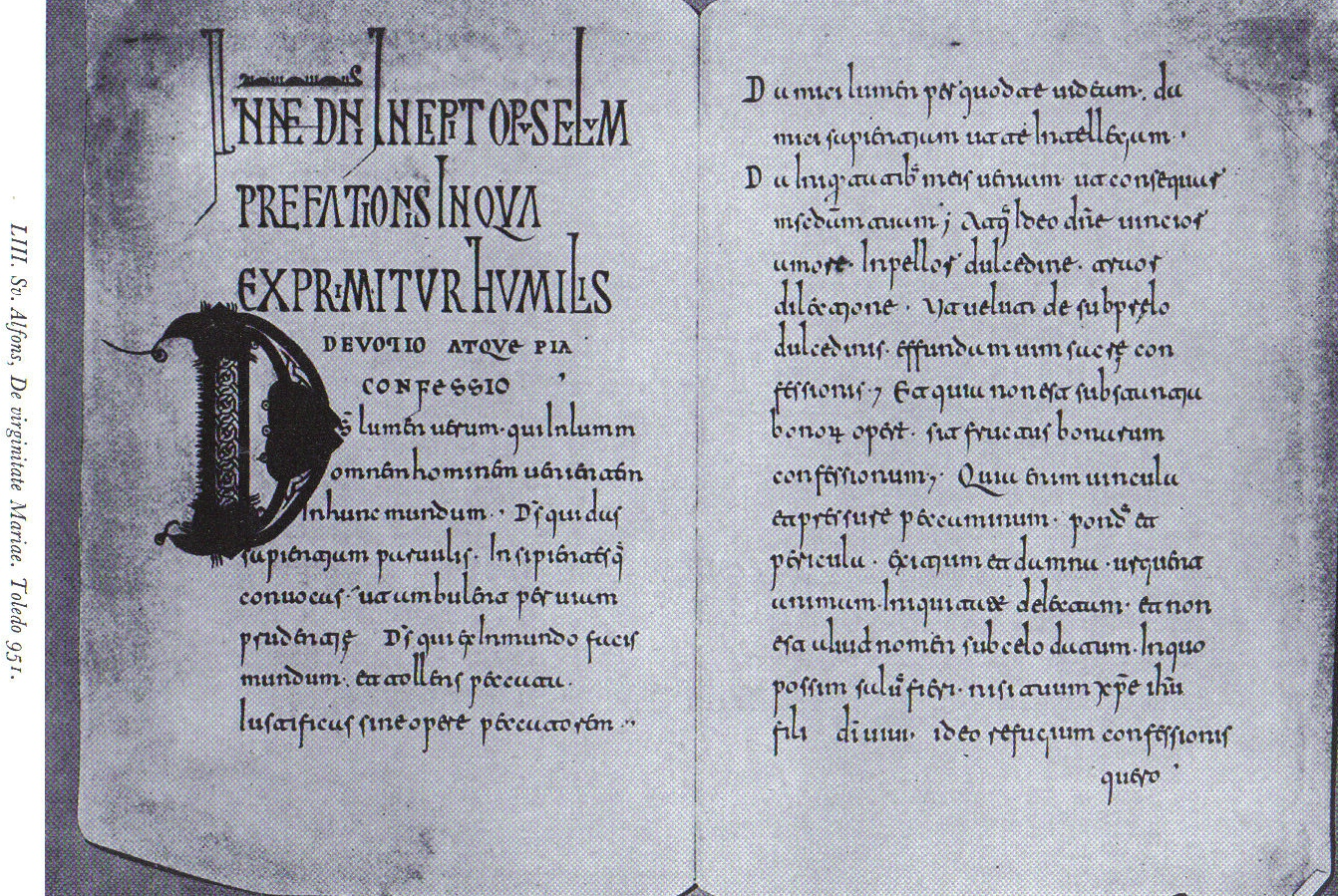
Visigotische minuskel, De virginitate Mariae, Ildefonsus van Toledo ca. 951
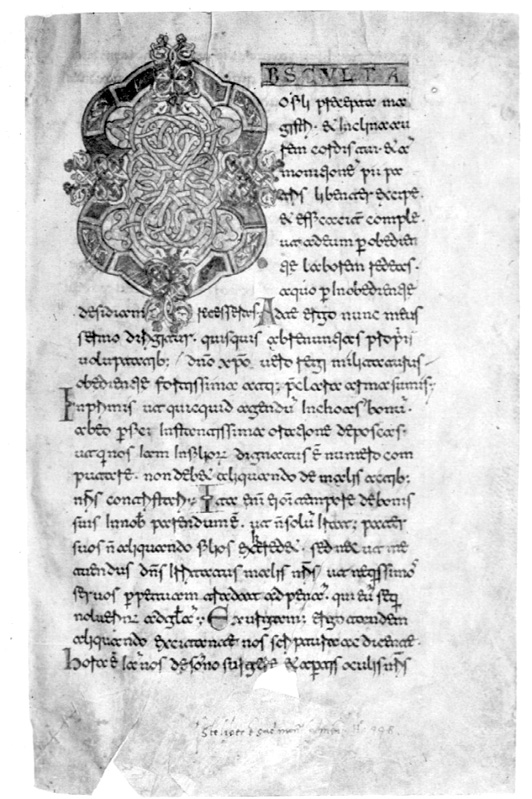
Beneventaanse minuskel, Bibliotheek Monte Cassino, Regula Benedicti, 1075-1090
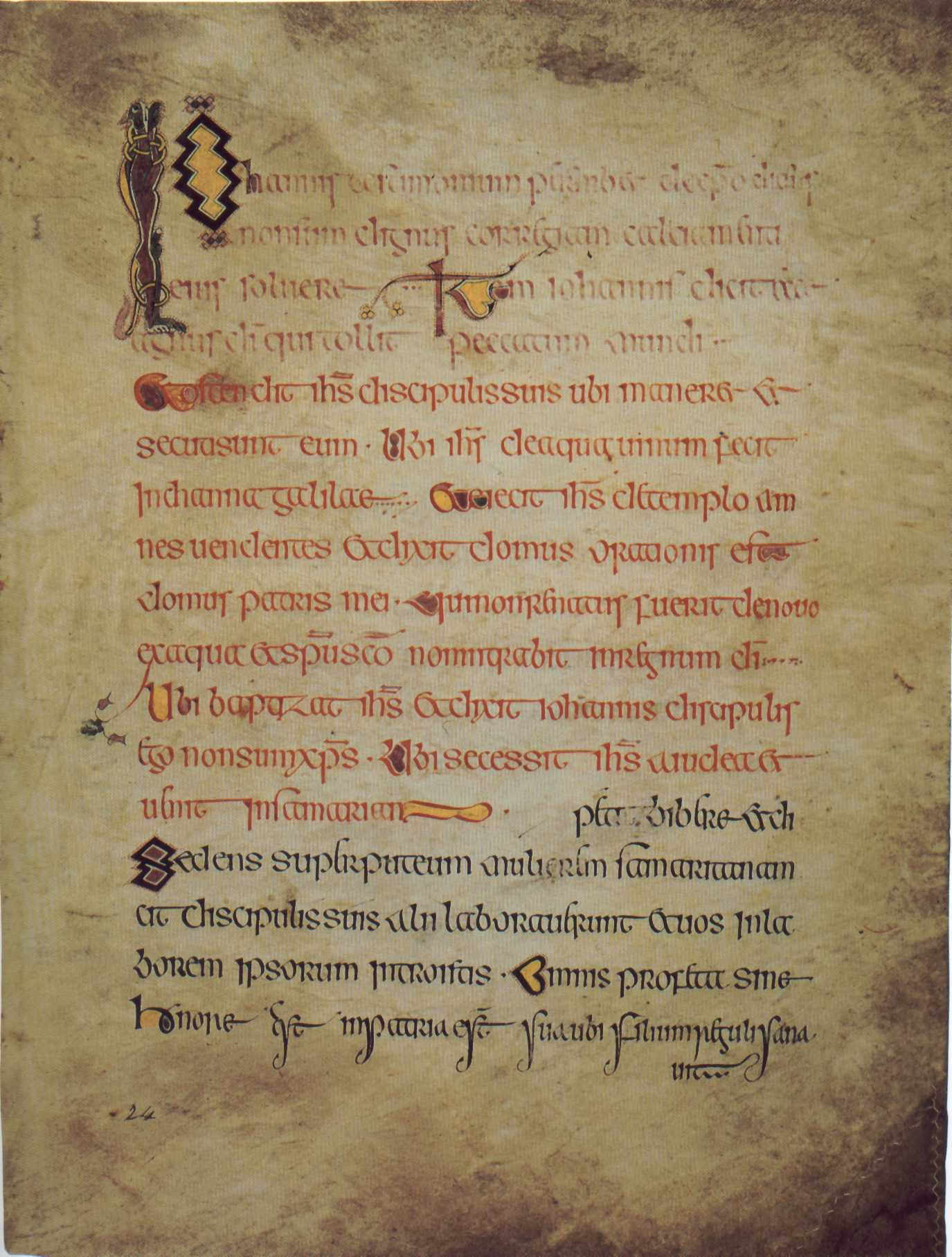
Insulaire majuskel, Book of Kells fol. 24 recto
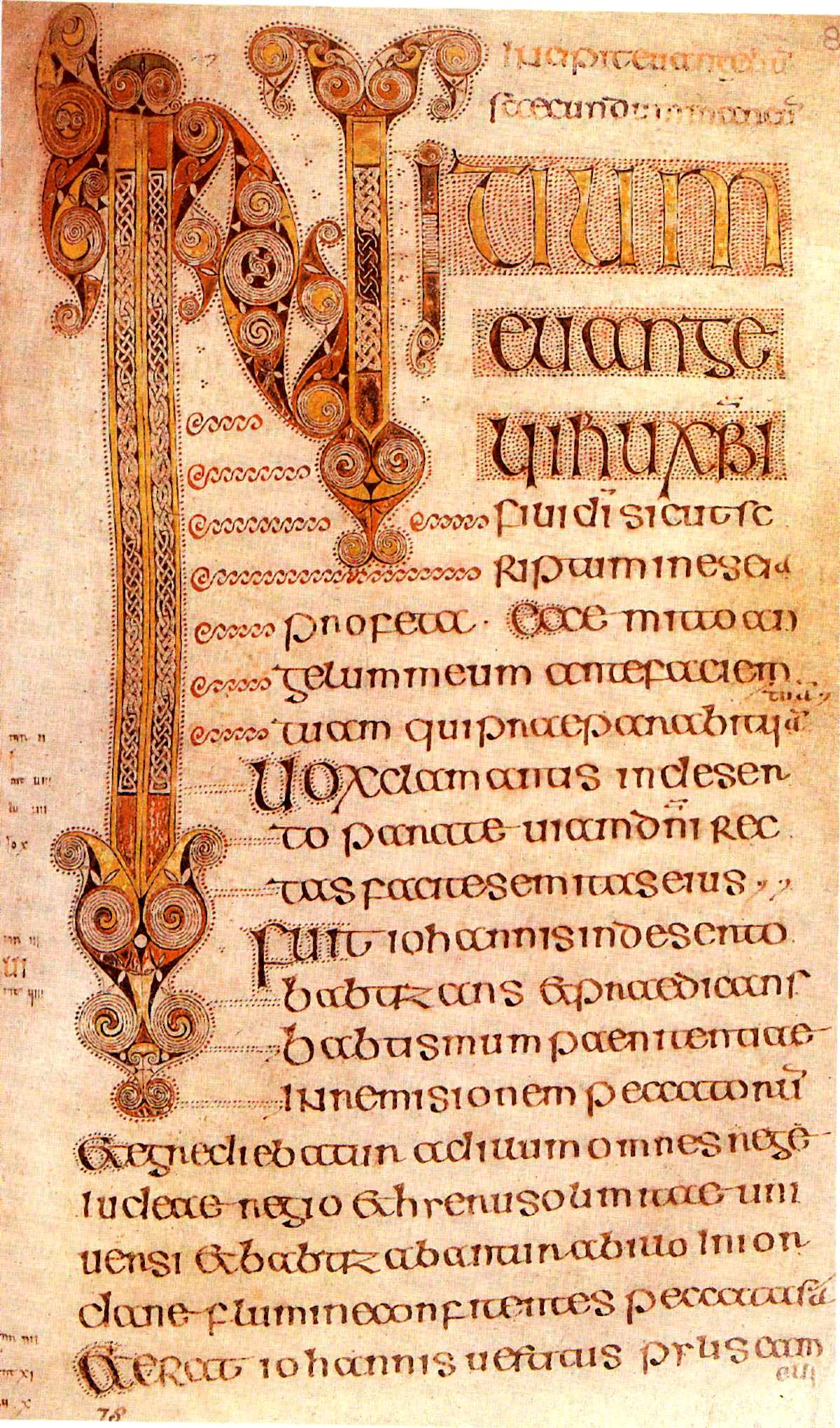
Ierse insulaire stijl, Book of Durrow, begin van het Marcus evangelie.
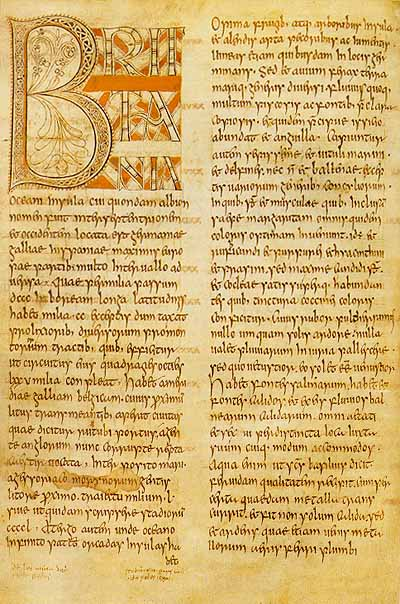
Insulaire minuskel - Jarrow variant, Historia ecclesiastica gentis Anglorum, Beda Petersburgiensis, 746
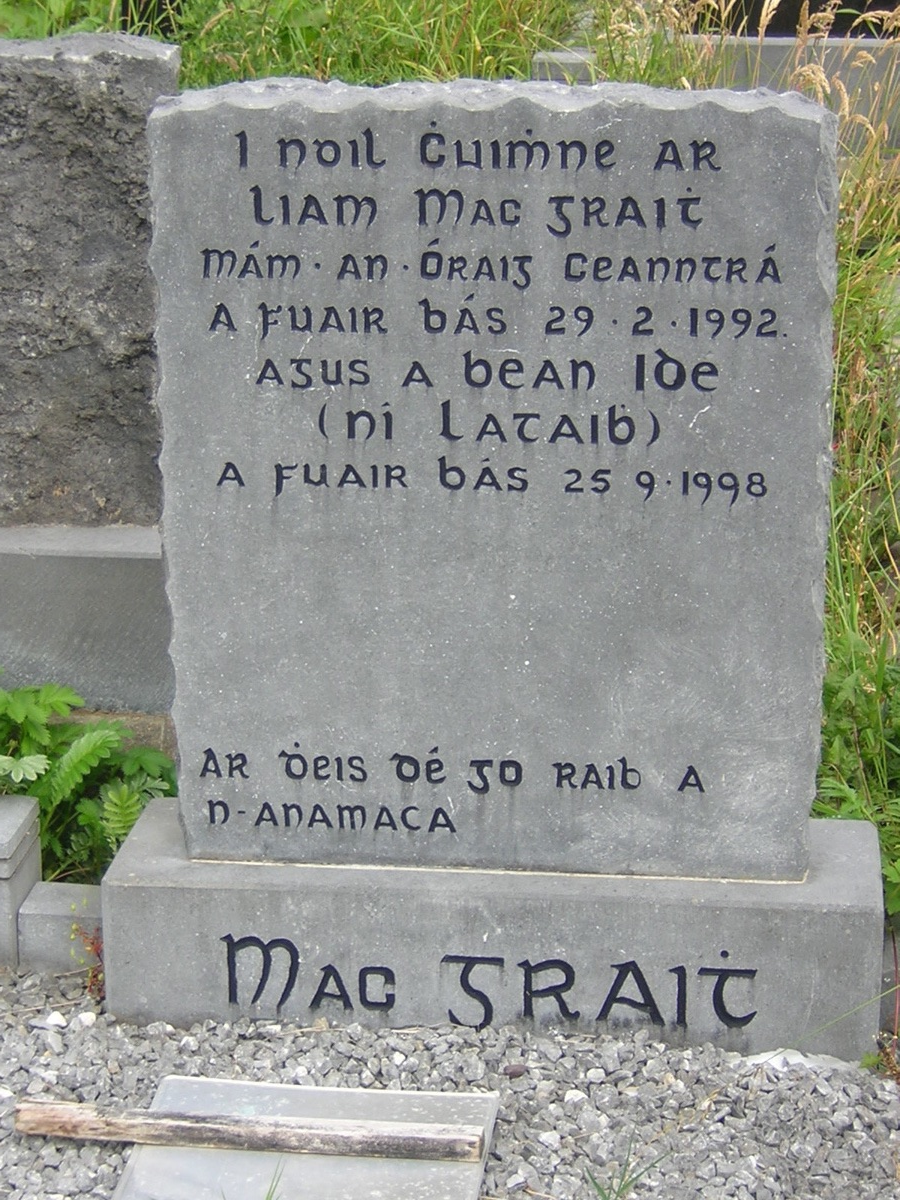
Gaelic schrift op een grafsteen 1998

### Karolingische minuskel
Als Karel de Grote zijn rijk gevestigd had en heerste over wat vroeger het West-Romeinse Rijk was geweest (met uitzondering van Spanje, Brittannië, Zuid-Italië en Noord-Afrika) was er natuurlijk behoefte aan een gedegen administratie. Bovendien had Karel de Grote veel belangstelling voor de oude antieke cultuur en wilde hij het verval daarvan stoppen. Karel verzamelde dus een groep geleerden en intellectuelen rondom zich en stichtte zijn hofacademie.
Een van de grootste verdiensten van Karel en zijn hofacademie was de verspreiding van de Karolingische minuskel. Het is natuurlijk evident dat dit nieuwe boekschrift niet plotseling ontstond. Het ontwikkelde zich aan de Merovingische scriptoria al voor de tijd van Karel de Grote. Het eerst bewaarde werk is een bijbel uit de Abdij van Corbie, gemaakt in opdracht van abt Maurdramnus en gedateerd op 770, toen Karel pas koning was. Het schrift was gebaseerd op de Romeinse half-unciaal en op elementen van het Insulair schrift dat door Ierse monniken naar het continent was gebracht. Karel gaf de Angelsaksische geleerde Alcuinus van York de leiding over de hofacademie en het scriptorium in Aken vanaf 782. Van daaruit werd het gebruik en de algemene verspreiding van de Karolingische minuskel gestart. In 796 werd Alcuinus abt van de abdij van Tours. Ook het scriptorium van Tours speelde een belangrijke rol bij het verspreiden van de Karolingische minuskel.
De Karolingische minuskel werd gebruikt tussen ca. 800 en 1200. In de loop der tijd zou dit schrift de standaard worden over vrijwel heel Europa, met uitzondering van Zuid-Italië, waar het Beneventaanse schrift toonaangevend bleef.
Het schrift werd gebruikt om alle antieke geschriften die door de geleerden werden opgespoord, te kopiëren en te verspreiden over de kloosters en hun scriptoria. Er werden in die periode meer dan 7000 werken gekopieerd, of beter gezegd, er zijn er meer dan 7000 tot op vandaag bewaard gebleven. Dankzij het verplichte gebruik van de Karolingische minuskel kon de verspreiding veel sneller, algemener en met minder fouten gebeuren. In feite is onze kennis van de klassieke literatuur vooral te danken aan de handschriften gekopieerd in de Karolingische minuskel. De verspreiding van kennis leidde tot wat men nu de Karolingische renaissance noemt.

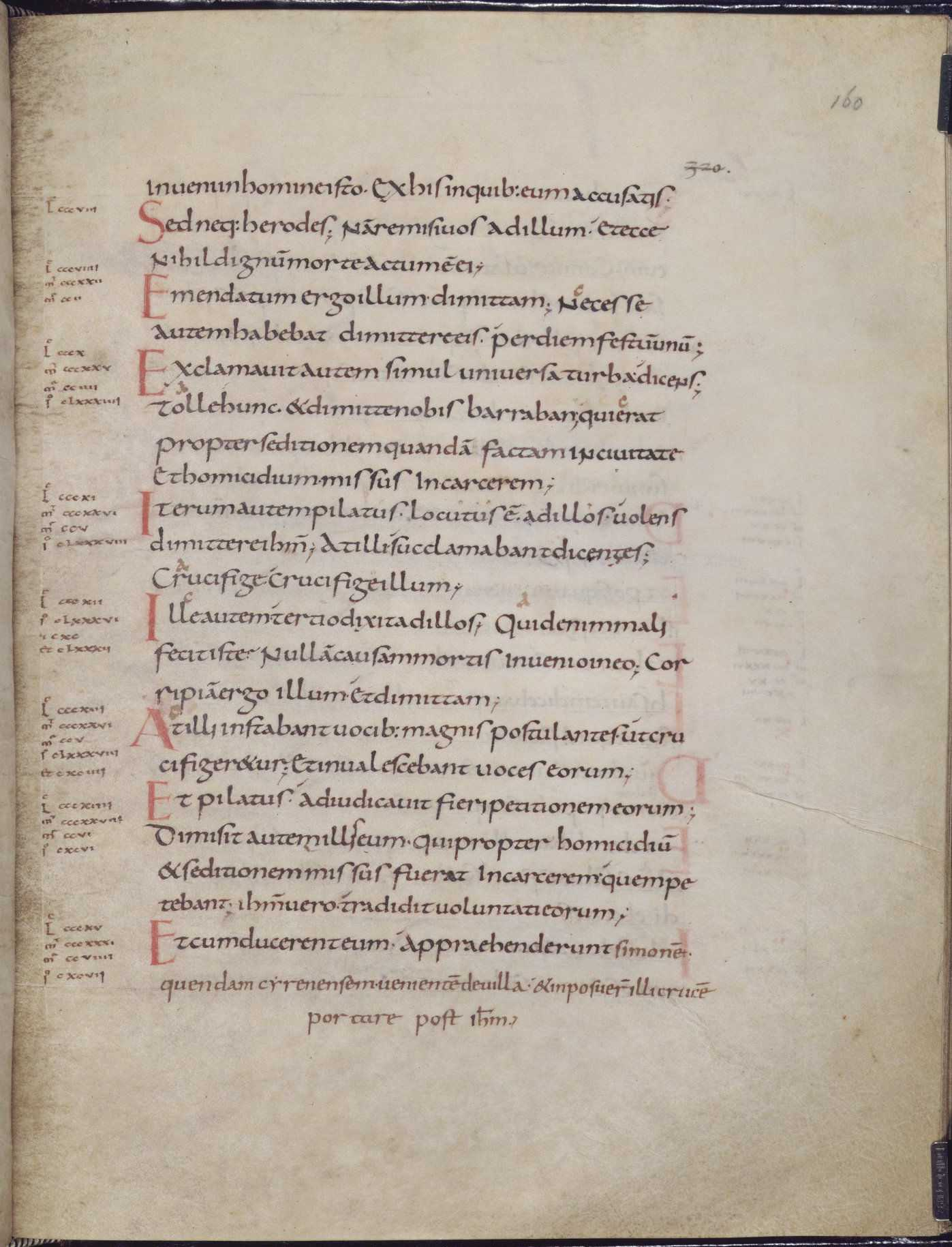
Karolingische minuskel, British Library, MS Add. 11848, Lucas evangelie
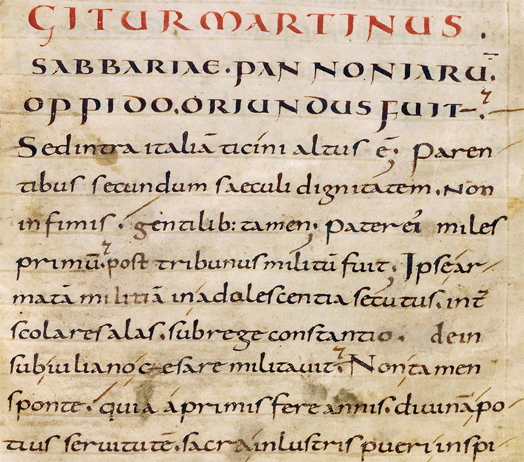
Karolingische minuskel, Corbie, 8e eeuw
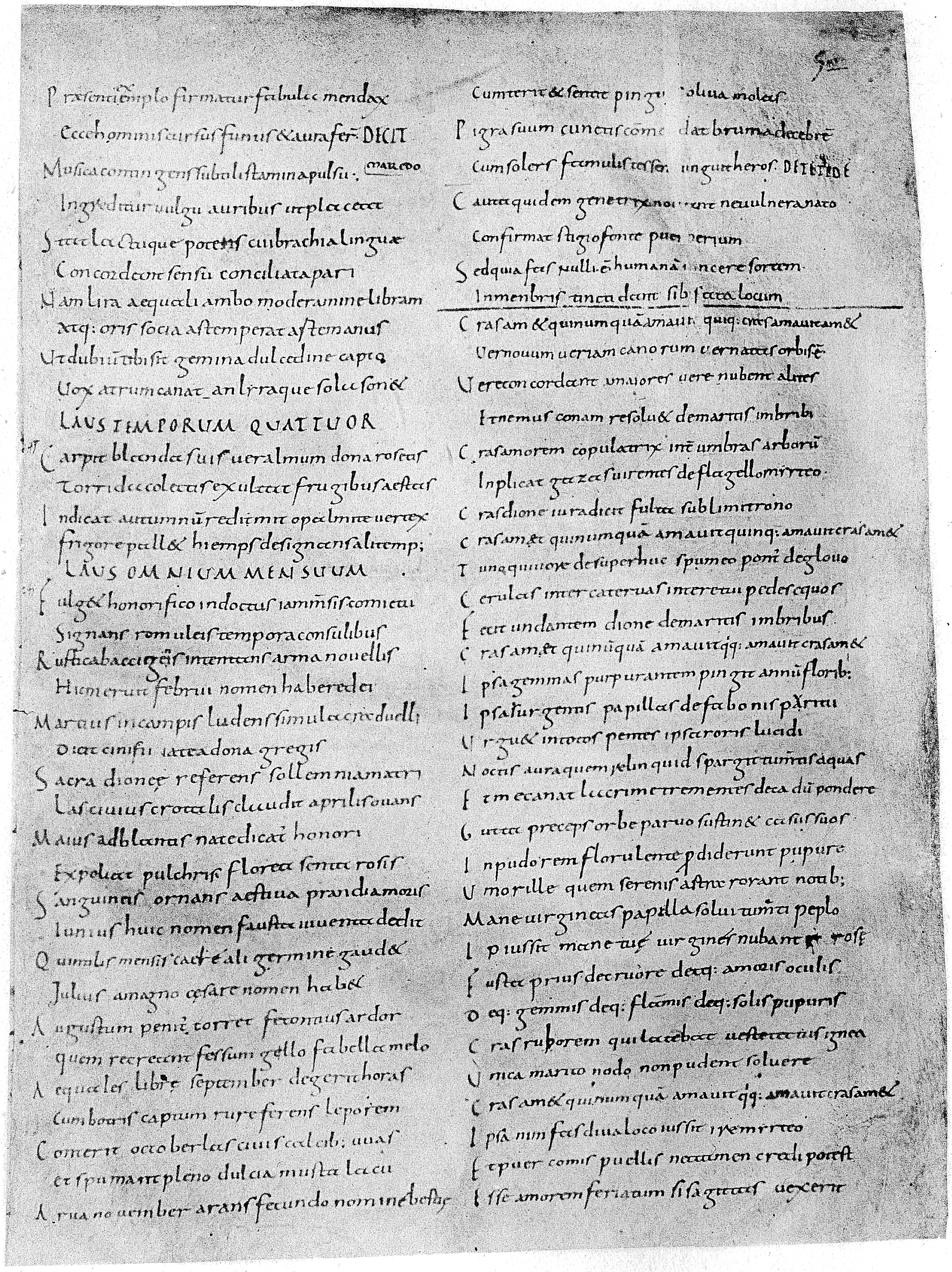
Karolingische minuskel, Pervigilium Veneris, laat 9e eeuw, Codex Parisinus 8071, BnF
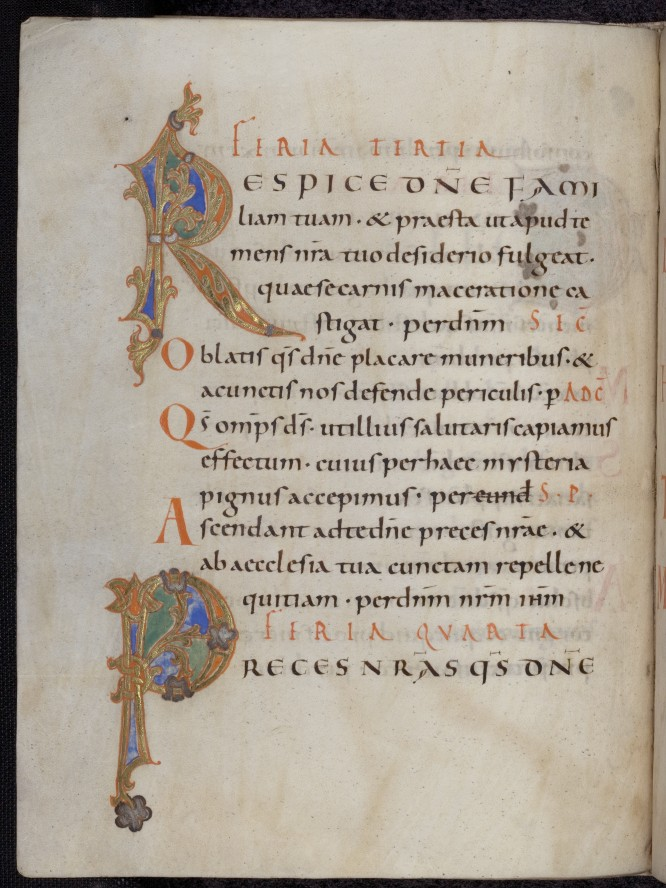
Karolingische minuskel, Petershausener Sakramentar, Reichenau 960 - 980

### Gotische schriften
In de twaalfde en dertiende eeuw ontstonden in Europa de eerste universiteiten. Wetenschap, literatuur en kunst verlaten de kloosters en bloeien op binnen de stedelijke omgeving. Via de contacten met de Arabieren in Spanje en het Byzantijnse Constantinopel herontdekt men de Griekse wetenschap en de Griekse filosofen. Door de universiteiten, de handel en de opkomende steden ontstaat een klasse van geletterden buiten de kerk en de kloosters. De vraag naar boeken neemt toe, en daarmee ook de vraag naar boeken met profane onderwerpen zoals wetteksten, studieboeken, geschiedenis en wetenschappelijke werken. Ook de roman maakt zijn entree. Men beschikt weliswaar over de goed leesbare Karolingische minuskel, maar die is tijdrovend bij het schrijven en met zijn brede lettervormen neemt het schrift veel plaats in op het dure perkament. Men zoekt dus naar oplossingen en hieruit ontstaat het Gotische boekschrift, een algemene naam voor alle boekschriften na de Karolingische minuskel (1200) en voor het humanistisch schrift (ca. 1500).
De naam Gotisch kreeg dit schrift van de Italiaanse humanisten van de Italiaanse renaissance in de 15e eeuw. Voor hen was het een synoniem van barbaars, zoals alles wat van over de Alpen kwam. Gotisch heeft dus niets te maken met de historische Goten.

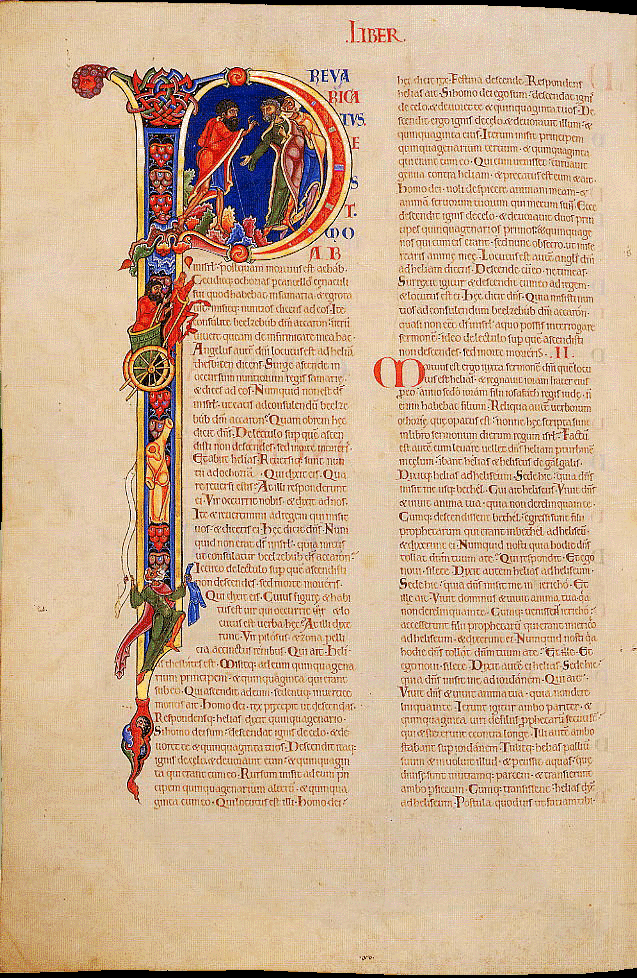
Protogotisch, Winchester Bible, ca. 1150
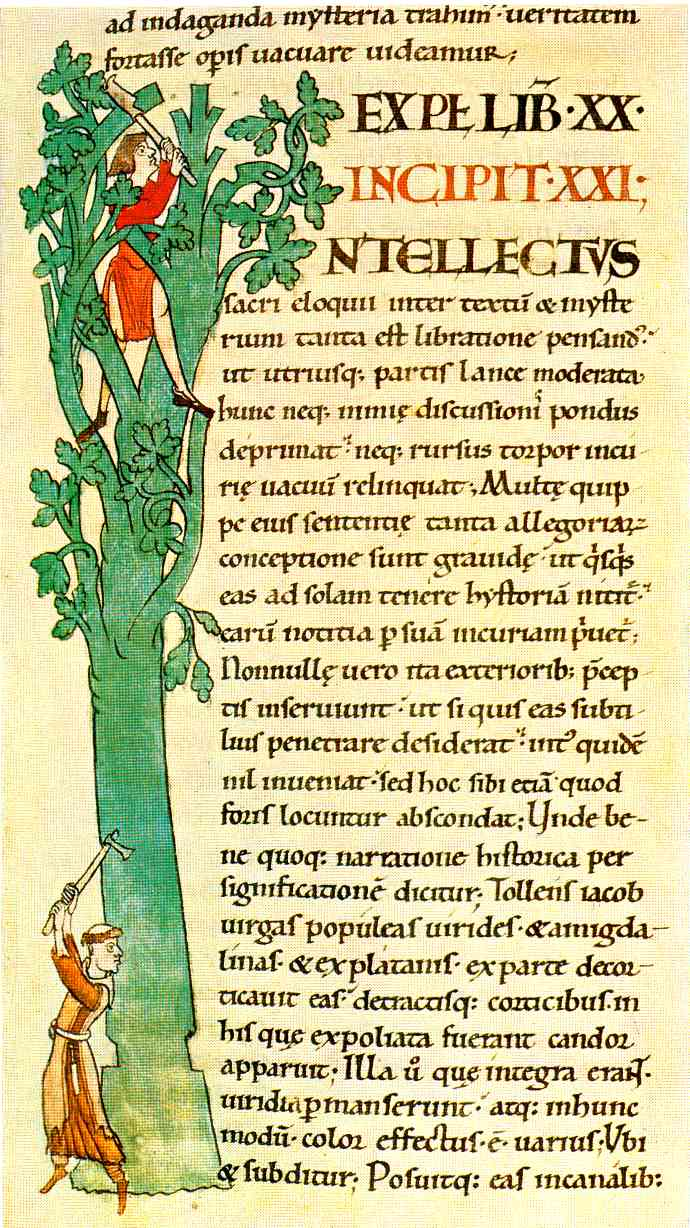
Protogotisch, Moralia in Job, Citeaux ca. 1111
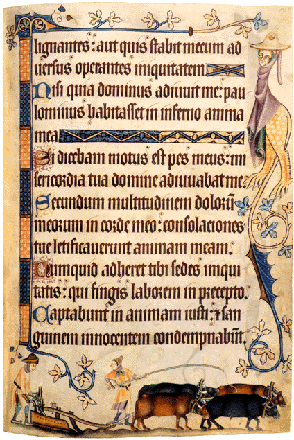
Littera textualis, voorbeeld uit het Luttrell psalter, 1320-1340
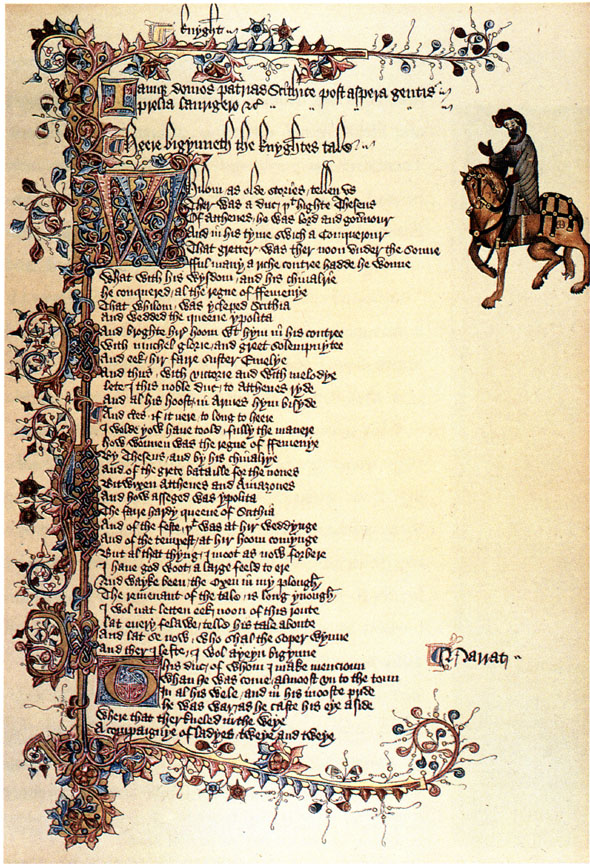
Engelse gotica cursiva, uit The Ellesmere Chaucer, ca. 1400
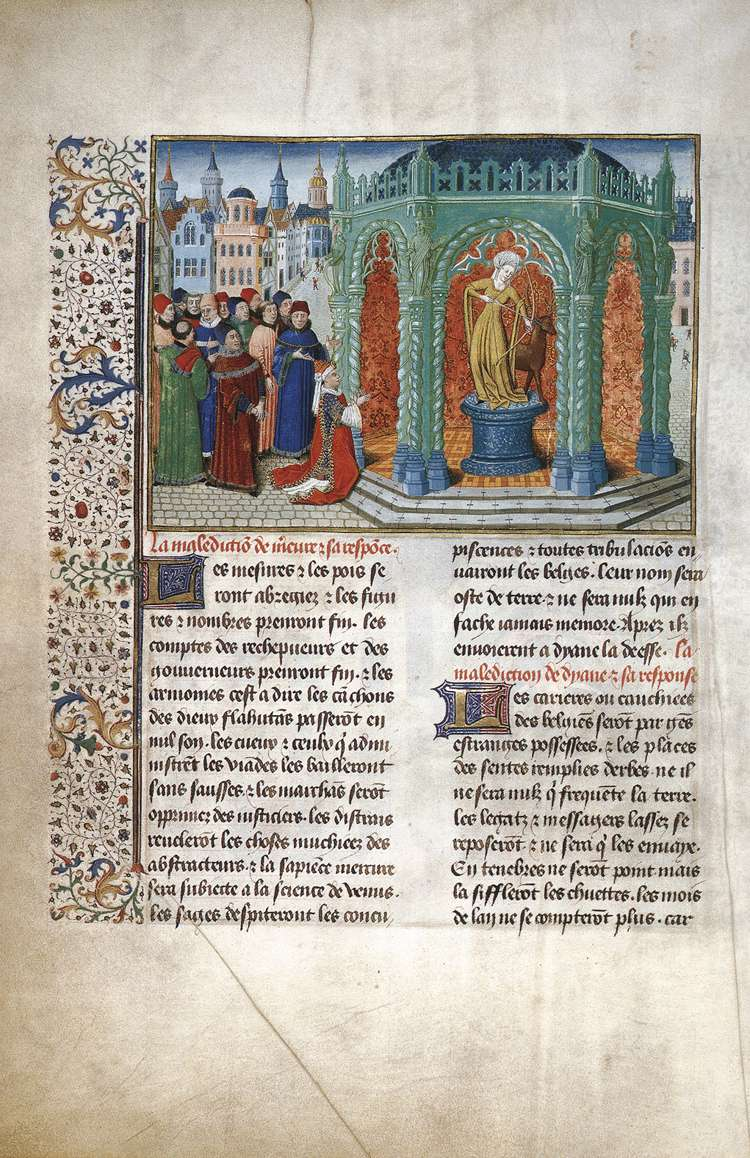
Bourgondische bastarda, Chroniques de Hainaut, ca.1448

## Postmiddeleeuws schrift

### Humanistisch schrift
Het humanistisch schrift is ontstaan in Italië in de 15e eeuw. Italiaanse schrijvers zoals Poggio Bracciolini, Coluccio Salutati en Niccolò Niccoli, wilden een nieuw schrift ter vervanging van het in hun ogen barbaarse Gotische schrift. Ze gingen in de bibliotheken op zoek naar oude handschriften van Romeinse auteurs en vonden de kopieën terug die door de Karolingers gemaakt waren. Ze hielden de Karolingische minuskel voor een authentiek klassiek schrift en namen het, afgezien van wat kleine wijzigingen, over als hun nieuwe schrift. Arnold Pannartz en Konrad Sweinheim gebruikten al in 1465 in de De Oratore van Cicero (ISTC ic00654000) een drukletter gebaseerd op dit schrift.
Geleidelijk werd dit type letter in heel Europa, behalve in Duitsland, overgenomen als basistype voor drukwerk en werd zo de basis van de moderne drukletters.

### Moderne schrift
De humanistische minuskel werd al snel gevolgd door een humanistisch cursief schrift, dat zich ontwikkelde in de 16e eeuw. In 1574 drukte men een handleiding voor dit cursieve humanistische schrift, uitgaande van kopergravures. Dit schrift, waarin alle letters met elkaar verbonden waren en dat met een smalle pen werd geschreven, noemde men de Copperplate. De copperplate zou uiteindelijk de humanistische schriften vervangen en de basis van het moderne schrift worden. In de 19e eeuw was dit schrift vrij algemeen in gebruik, maar het moderne schrift is intussen weer verder geëvolueerd en vereenvoudigd.

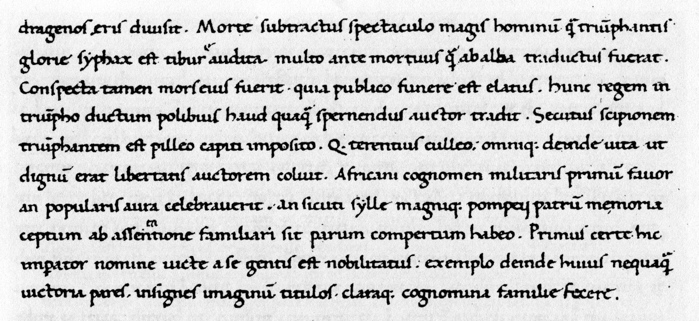
Humanistisch schrift, Geschreven tekst van Poggio Bracciolini
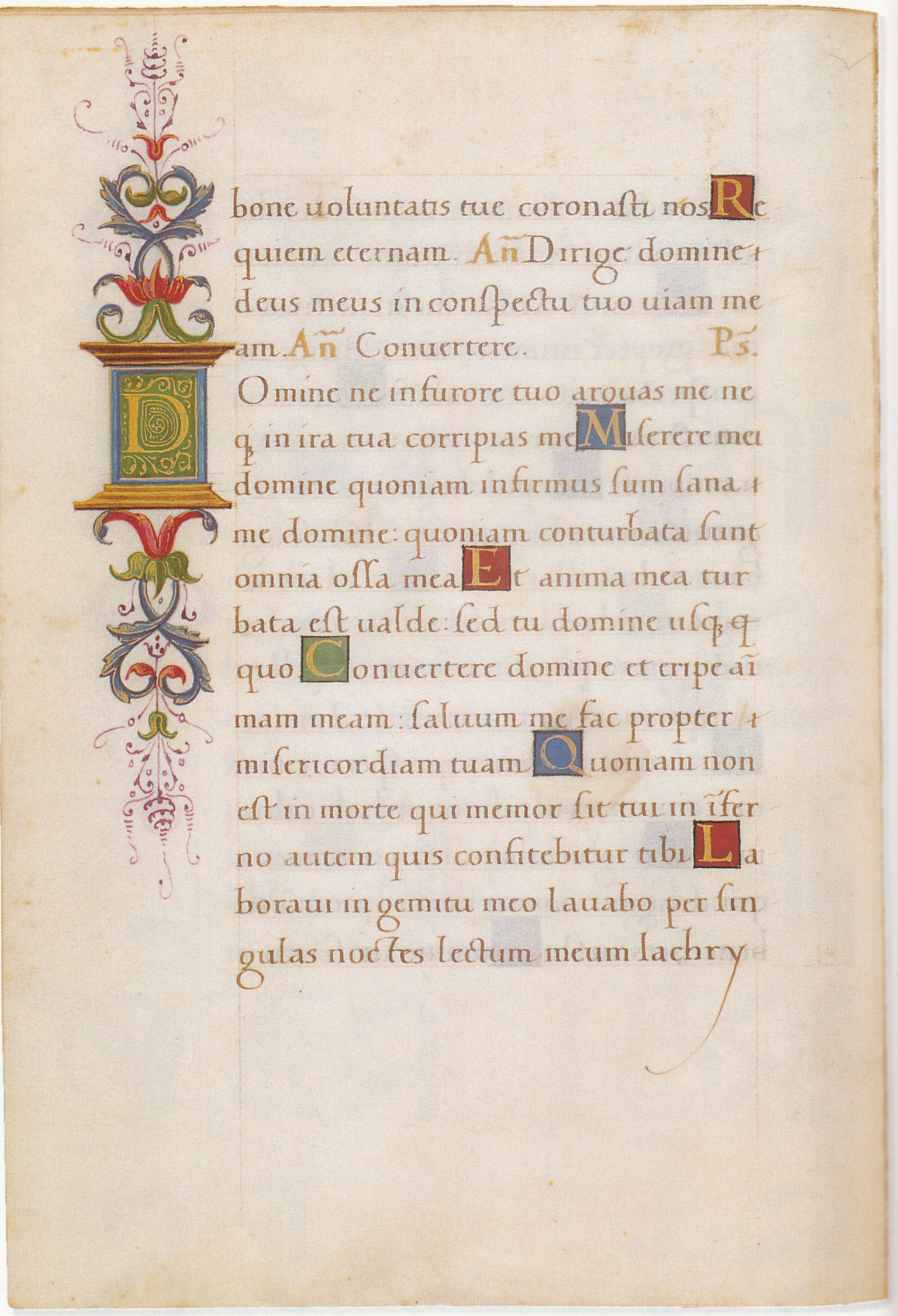
Humanistische minuskel, Getijdenboek van Giovanni il Bentivoglio, Bologna, 1497-1500
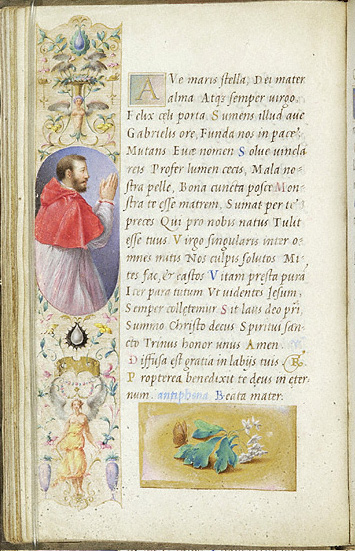
Cancelleresca formata,  Farnese getijdenboek 1537 - 1546

Bastarda · Beneventaans schrift · Boekschrift · Capitalis cursiva · Capitalis monumentalis · Capitalis quadrata · Capitalis rustica · Geschiedenis van het Romeinse schrift · Gotisch schrift · Half-unciaal · Insulair schrift · Kanselarijschrift · Karolingische minuskel · Littera cursiva · Littera hybrida · Littera textualis · Merovingisch schrift · Minuskelcursief · Unciaal · Visigotisch schrift